# Siemens SXG75
El Siemens SXG75 es un teléfono móvil tribanda UMTS fabricado por Siemens, uno de los primeros en integrar un receptor GPS.Sin embargo ya no se encuentra a la venta
Se anunció en marzo de 2005 y se puso a la venta en el último trimestre de 2005. Incorpora una cámara digital de 2 megapixels en la trasera junto a una cámara CIF en el frontal para videoconferencia. Soporta cliente de correo electrónico, MMS, navegador Web XHTML, mensajería instantánea y Push to Talk.
La integración de GPS, GPRS y UMTS hacen del Siemens SXG75 un completo y siempre actualizado sistema de navegación.

## Características
- GSM tribanda UMTS / 3G
  - GSM 900 MHz, GSM 1800 MHz, GSM 1900 MHz
  - W-CDMA 2100
- Datos : GPRS Class 10 (2 Tx / 4 Rx), WAP 2.0
- Batería : interna de Li-ion 1000 mAh
  - Tiempo de espera : hasta 400 h
  - Tiempo de conversación : hasta 300 min (UTMS) / 360 min (GSM)
  - Tiempo de carga de la batería : 2 horas para 100%
- Pantalla : TFT 240 × 320 píxels a 262.144 colores, 2,2 pulgadas
- Tamaño : 111,5 mm × 53 mm × 20 mm
- Peso : 134 g
- Volumen : 108,5 cm³
- Carcasa : metálica en dos variantes (metallic white, metallic black). En el frontal, cámara CIF para videoconferencia y altavoz, pantalla de 2,2 pulgadas, en el lado izquierdo de ésta teclas de videollamada y descolgar, en el derecho teclas WAP y colgar. Bajo la pantalla, dos teclas de funciones en pantalla, tecla de tareas y tecla de borrar, y en medio un D-Pad con botón central. Debajo, keypad telefónico estándar. En el lateral izquierdo, teclas de cámara y reproductor multimedia y ranura de la Reduced Size Multi Media Card. En el derecho, teclas de control de volumen, interfaz IrDA y ranura para la tarjeta SIM. En la base, conector Siemens Lumberg. En la trasera, conector de antena externa, objetivo de la cámara principal y altavoz
- Conectividad : USB y RS-232 (sobre el conector Siemens Lumberg), Bluetooth, IrDA
- Antena : 3 antenas integradas (GSM/UMTS, GPS, Bluetooth)
- RAM : 128 MB (64 para el usuario)
- Soporte : Reduced Size Multi Media Card
- Sistema operativo : específico de Siemens (interfaz de usuario : BREW uiOne)
- GPS :
- Multimedia : reproductor MP3 integrado, grabación de voz, videoconferencia, captura de video, reproducción de video (MPEG4, 3GPP, H.263, H.264), reproducción de audio (MP3, AAC, AAC+, AAC++), melodías (MP3, MIDI, WAV, AAC, AMR), Radio FM con RDS